# Marquesado de Maenza
El marquesado de Maenza es un título nobiliario español de carácter hereditario concedido el 31 de mayo de 1625 por el rey Felipe IV a favor de Luis de Guzmán y Tassis-Acuña, caballero de Calatrava. Se trata del título más antiguo que alguna vez fue otorgado y/o heredado por habitantes de la entonces Presidencia de Quito, territorio colonial en donde sus portadores tuvieron un destacado papel político, además de que varios miembros de la familia se convirtieron en próceres de la Independencia del actual Ecuador.

## Historia
El marquesado de Maenza fue otorgado por el rey Felipe IV mediante Real Cédula del 31 de mayo de 1625, a favor del sevillano Luis de Guzmán y Tassis-Acuña, caballero de Calatrava, que estaba casado con Petronila Vásquez de Acuña. El nombre del marquesado proviene, según la Real Cédula, de las tierras de Maenza en el Reino de Sicilia, que por entonces era parte del Imperio español, pero no incluía derecho señorial alguno. La hermana del primer Marqués de Maenza, llamada Catalina de Guzmán y Tassis-Acuña, se casaría con Gonzalo Arias-Dávila y Leyva, V conde de Puñonrostro, entronque por el que más tarde sus descendientes podrían reclamar este título con Grandeza de España.
El solar original de la familia Guzmán habría estado en la ciudad de Sevilla (Andalucía) hasta que en 1707 el sexto marqués, Manuel de Aranda-Guzmán y Loaysa, se trasladó al virreinato del Perú como corregidor de Catacambo. Su hija y heredera del marquesado, Mariana de Aranda-Guzmán y Ayesa, se trasladó a la ciudad de Quito en 1730 tras su matrimonio con un terrateniente de esa región llamado Gregorio Eugenio de Matheu y De la Escalera.
El marqués consorte era hijo de Gregorio Matheu y Villamayor, un emigrante de Valencia que llegó a Quito en 1695, y de la aristócrata Rosa De la Escalera y Muñoz, hija de un rico latifundista de Latacunga que el 21 de noviembre de 1705 había fundado un cuantioso mayorazgo que llevaba su apellido, y del cual fue heredera universal. Estos antecedentes financieros le permitieron a la familia marquesal constituirse en una de las más poderosas e influyentes entre los siglos XVII y XVIII.
A la muerte de la marquesa Mariana, los derechos al título y el mayorazgo paterno no recayeron en el hijo primogénito, pues estaba incapacitado mentalmente, sino en el segundo de nombre Manuel Matheu y Aranda-Guzmán, quien murió sin haber asumido la sucesión. Fue el hijo de éste, Juan José Matheu y Herrera-Berrío quien los recibió legalmente en el año 1796, y en 1802 también heredaría el condado de Puñonrostro (con Grandeza de España) y el marquesado de Casa Sola.
Juan José Matheu abandonaría la Presidencia de Quito en 1806, viajando a España por la vía de Guayaquil-Lima junto al político ilustrado riobambeño, José Mejía Lequerica, para establecerse definitivamente en Madrid junto a su novia y después esposa (1810), María Felipa Cayetana de Carondelet y Castaños, hija del Barón de Carondelet que había sido presidente de Quito entre 1799 y 1807. Desde entonces, el título se encuentra en posesión de sus descendientes en España.

## Sucesión
De acuerdo a diferentes fuentes, esta sería la sucesión correcta del título:
1. Luis de Guzmán y Tassis-Acuña (1625-). I marqués de Maenza.
2. Diego de Guzmán y Tassis-Acuña, hermano del anterior. II marqués de Maenza.
3. Hipólita de Arias-Dávila y Guzmán, sobrina del anterior. III marquesa de Maenza.
4. Juan Francisco de Aranda y Guzmán, hijo de la anterior. IV marqués de Maenza.
5. Juan de Aranda-Guzmán y Loaysa, hijo del anterior. V marqués de Maenza.
6. Manuel de Aranda-Guzmán y Loaysa, hermano del anterior. VI marqués de Maenza.
7. Mariana de Aranda-Guzmán y Ayesa, hija del anterior (-1795). VII marquesa de Maenza.
8. Juan José Matheu y Herrera-Berrío, nieto de la anterior (1795-1850). VIII marqués de Maenza, XII conde de Puñonrostro (G.E.), marqués de Casa Sola.
9. Francisco Javier Arias-Dávila y Matheu y Carondelet, hijo del anterior (1850-1869). IX marqués de Maenza, XIII conde de Puñonrostro (G.E.), marqués de Casa Sola.
10. Ricardo Arias-Dávila y Matheu y Bernaldo de Quirós, hijo del anterior (1869-1926). X marqués de Maenza, XIV conde de Puñonrostro (G.E.), marqués de Casa Sola.
11. Manuel Arias-Dávila Manzanos y Matheu y Rodríguez-Brochero y De Gregorio, sobrino segundo del anterior (1929-1976). XI marqués de Maenza, XV conde de Puñonrostro (G.E.), marqués de Casa Sola.
12. Enriqueta Arias-Dávila Manzanos y Danvila, hija del anterior (1978-2006). XII marquesa de Maenza, XVI condesa de Puñonrostro (G.E.), marquesa de Casa Sola.
13. Manuel Arias-Dávila y Balmaseda, hijo de la anterior (desde 2006). XIII marqués de Maenza, XVII conde de Puñonrostro (G.E.), marqués de Casa Sola.